# Nawa-I-Barakzayi (huyện)
Nawa-i-Barak Zayi là một huyện thuộc tỉnh Helmand, Afghanistan. Dân số thời điểm năm 1999 là 77,043 người.